# Stanislaw Tillich
Stanislaw Tillich, górnołuż. Stanisław Tilich (wym. [ˈstanʲiswaf ˈtilix]; ur. 10 kwietnia 1959 w Neudörfel) – niemiecki polityk narodowości serbołużyckiej, premier kraju związkowego Saksonia w latach 2008–2017.

## Życiorys
Uczył się w rodzinnej miejscowości oraz w powiatowym mieście Kamenz, następnie kształcił się w górnołużyckim gimnazjum w Budziszynie. Ukończył studia na Uniwersytecie Technicznym w Dreźnie. Pracował jako konstruktor w jednym z państwowych przedsiębiorstw elektronicznych, potem do 1989 w administracji powiatu Kamenz. Od 1989 do 1995 działał we własnym przedsiębiorstwie elektronicznym.
Od marca do października 1990 był posłem z ramienia wschodnioniemieckiej CDU w parlamencie NRD. W 1991 został obserwatorem w Parlamencie Europejskim. W wyborach w 1994 i 1999 z ramienia Unii Chrześcijańsko-Demokratycznej uzyskiwał mandat eurodeputowanego IV i V kadencji. Był członkiem grupy chadeckiej i wiceprzewodniczącym Komisji Budżetowej. Od 1992 do 1999 wchodził w skład zarządu Europejskiej Partii Ludowej.
W 1999 odszedł z Europarlamentu, obejmując urząd ministra do spraw związkowych i europejskich w rządzie landu Saksonia. Od 2002 do 2004 był szefem Państwowej Kancelarii Saksonii, a od 2004 do 2007 zajmował stanowisko ministra rolnictwa i ochrony środowiska. W 2007 został ministrem finansów Saksonii. W 2004 zasiadł w saksońskim landtagu. 28 maja 2008 rozpoczął urzędowanie na stanowisku premiera Saksonii. 30 września 2009 i 13 listopada 2014 stawał na czele kolejnych gabinetów krajowych. Ogłosił swoją rezygnację 18 października 2017 po wyborach do Bundestagu, w których Alternatywa dla Niemiec uzyskała najlepszy wynik w Saksonii. 13 grudnia tegoż roku zastąpił go Michael Kretschmer.

## Życie prywatne
Urodził się w Górnych Łużycach. Jest katolikiem. Żonaty, ma dwoje dzieci. Mówi w języku czeskim i polskim. Ojciec jego żony Veroniki był polskim robotnikiem przymusowym, który pozostał po wojnie na Łużycach, i ożenił się z Serbołużyczanką.